# Devon (England)
Devon [ˈdɛvn̩] (historisch auch Devonshire) ist eine Grafschaft im Südwesten Englands. Die größte Stadt Devons ist Plymouth, seine Hauptstadt ist Exeter. Devon ist einerseits für seine pittoresken Küstenstädte und andererseits für die Dartmoor- und Exmoor-Nationalparks bekannt. Nach der Grafschaft ist das geologische Zeitalter Devon benannt. Der Name wurde 1839 von den englischen Geologen und Paläontologen Roderick Murchison und Adam Sedgwick in die wissenschaftliche Literatur eingeführt.

## Geschichte

### Frühzeit

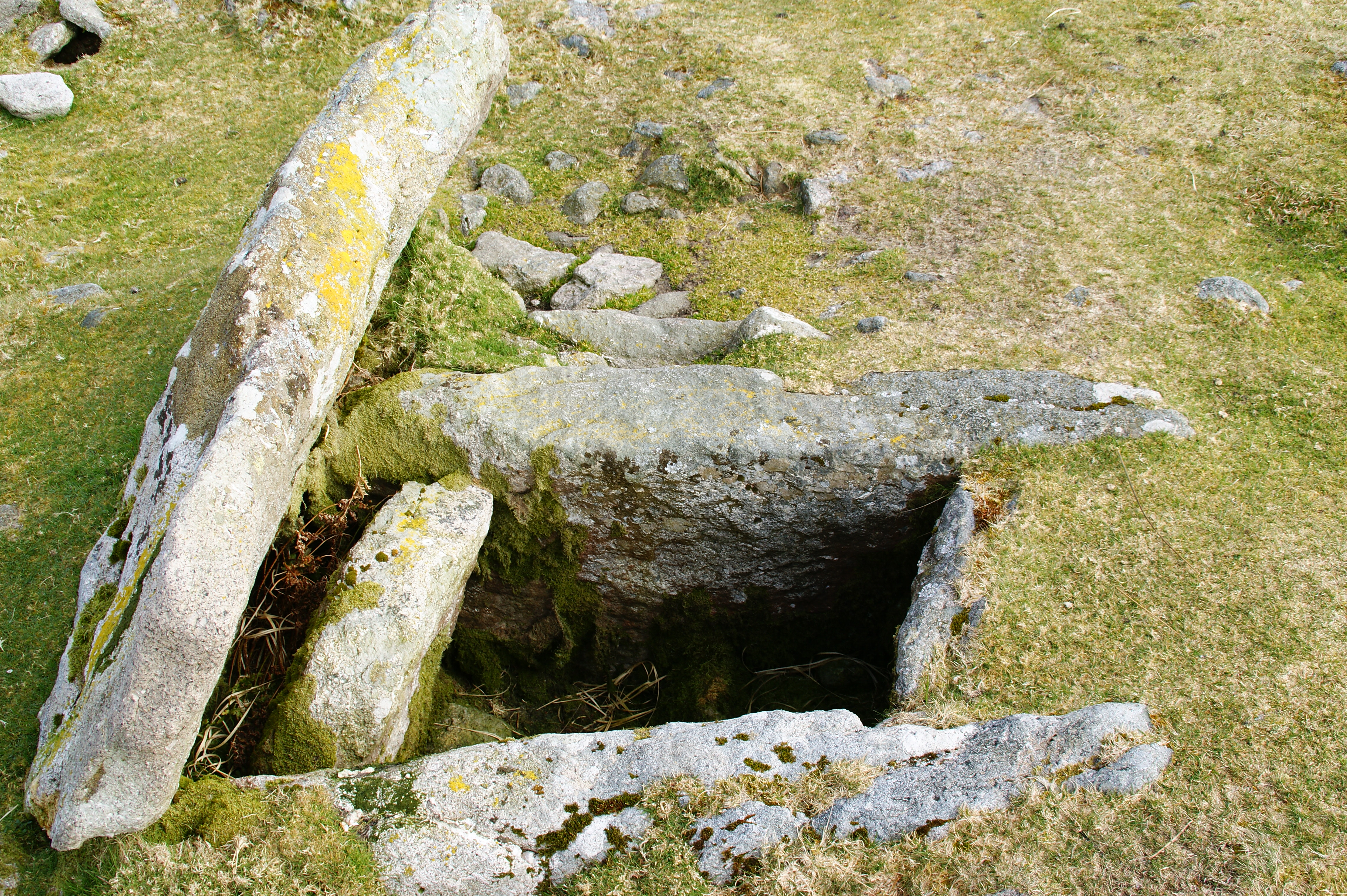
Steinkiste von Drizzlecombe

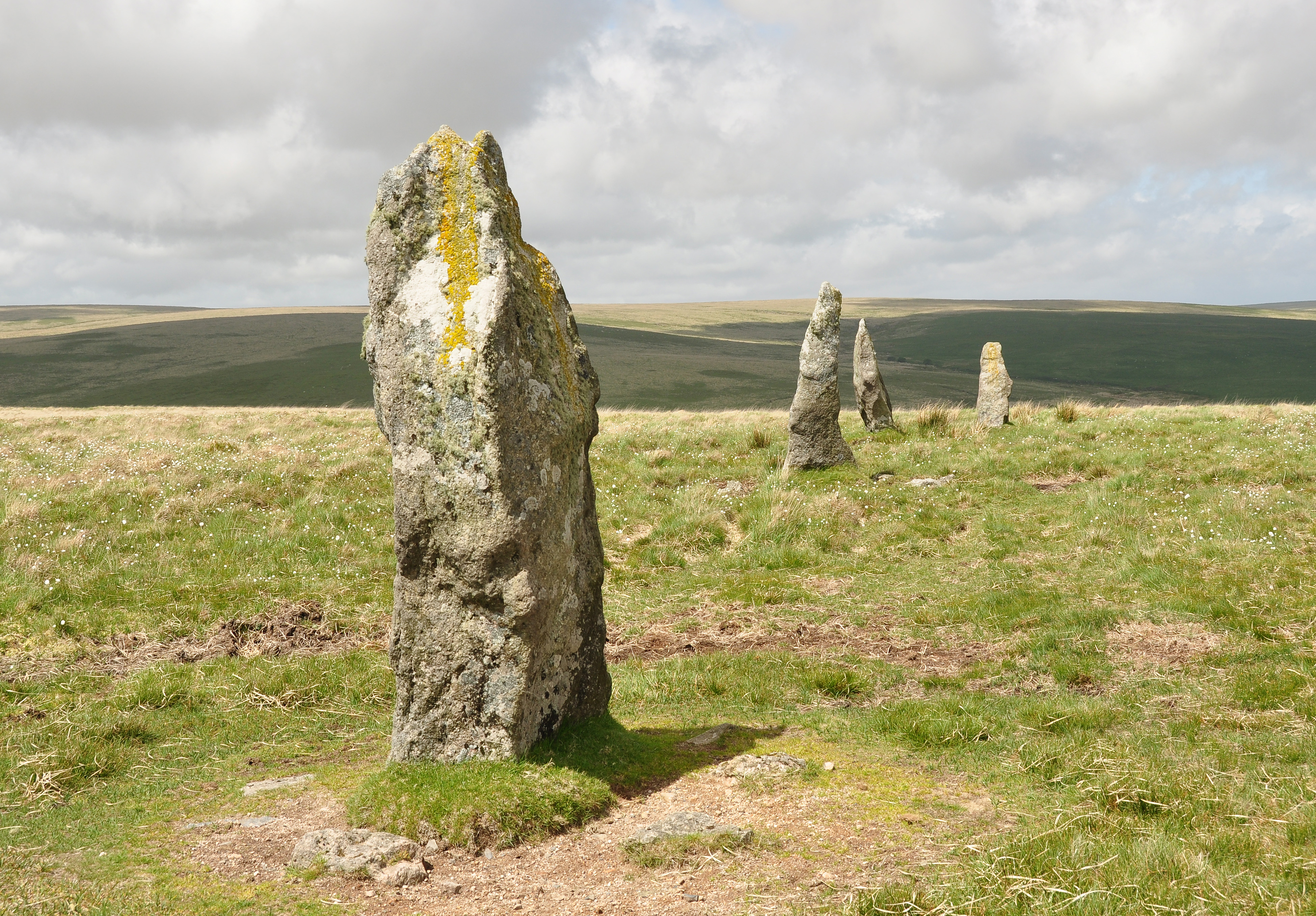
Steinreihe von Stalldown

Devon gehörte zu den ersten Gegenden Englands, die gegen Ende der letzten Kaltzeit besiedelt wurden. Dartmoor war bereits um 6000 v. Chr. von steinzeitlichen Jägern und Sammlern bewohnt.
Im Neolithikum, ab etwa 4500 v. Chr., wurde die Gegend landwirtschaftlich genutzt. Die Menschen der sogenannten Megalithkultur bauten die ältesten noch heute vorhandenen Denkmäler Englands aus Granitblöcken. In den Mooren wurden über 500 archäologische Fundstellen registriert: Es handelt sich um Grabstätten, Steinreihen, Steinkreise und alte Siedlungen wie beispielsweise Grimspound. Die Menhirreihen sind besonders beeindruckend: eine ist über 3 km lang. Steinreihen markieren eine besondere Stelle, beispielsweise einen Cairn, einen Steinkreis oder einen besonderen Menhir.
Sehenswert ist der Bereich Merrivale mit dem 3,1 m hohen Merrivale Menhir, daneben die Steinkreise von Brisworthy, Down Tor, Fernworthy, Grey Wethers, Nine Stones (Dartmoor), Scorhill, Stall Down, Trowsleworthy Warren East, White Moor Down und Yellowmead Down sowie die  Steinkiste von Drizzlecombe und die Steinreihe von Stalldown.

### Eisenzeit
Der Name Devon ist von den Dumnonii abgeleitet, einem keltischen Volk, das die südwestliche Halbinsel zur Zeit der Römer bewohnte. Die germanischen Völker, die England ab dem 5. Jahrhundert besiedelten, wagten sich vorerst nicht nach Devon. Von den Sachsen wird vermutet, dass einige von ihnen im 7. Jahrhundert nach Devon kamen. Im Jahr 614 versuchte der König von Wessex erfolglos eine Invasion. Das 7. Jahrhundert war geprägt von kriegerischen Auseinandersetzungen zwischen Dumnonia und Wessex, und 715 eroberte Wessex schließlich die Gegend. Die Könige von Dumnonia konnten sich aber wieder befreien.
Für das 9. Jahrhundert gibt es Aufzeichnungen, die von Kämpfen zwischen den Devonianern und den „Walisern von Cornwall“ berichten, obwohl beide dieselbe Sprache sprachen. Wilhelm von Malmesbury schrieb später, dass die Briten und die Sachsen Exeter um das Jahr 927 herum gemeinsam aequo iure (als Gleiche) bewohnten.
Im 9. Jahrhundert wurde Devon nicht mehr von den Kornern bedroht, sondern vielmehr von den Wikingern, die die Halbinsel in sporadischen Abständen überfielen.

### Mittelalter und frühe Neuzeit
Devon war Schauplatz einiger der heftigsten und blutigsten Kämpfe auf den britischen Inseln im Mittelalter. 1072 eroberten die Normannen mit Hilfe der Angelsachsen das damalige Kornwales und machten es sich untertan. Unter Führung von Wilhelm dem Eroberer belagerten sie Exeter 18 Tage lang. Nach erfolgter Unterwerfung wurde Devon in acht Feudalherrschaften aufgeteilt (Bampton, Bradninch, Great Torrington, Okehampton, Totnes, Berry Pomeroy, Barnstaple, Plympton) und an normannische Gefolgsmänner verteilt, die teilweise auch heute noch existierende Adelshäuser gründeten. Nach einem einzigen Autor – William Pole – soll es noch vier weitere Feudalsitze gegeben haben in Devon: Dartington, Harberton, Bishop of Exeter, Abbot of Tavistock.
1140 wurden sowohl Exeter als auch Plymouth als Druckmittel gegen König Stephen eingesetzt, und während der Rosenkriege fanden ebenfalls viele Scharmützel statt.
1497 wurde Exeter von Perkin Warbeck erneut belagert. Die Prayer Book Rebellion von 1549 ging von Devon aus, und im Englischen Bürgerkrieg wurden Exeter und Dartmouth wiederum belagert. 1546 wurde Devon von der Pest heimgesucht.
1606 war der Winter so hart, dass die Flüsse einfroren. Es scheint sich um den härtesten Winter gehandelt zu haben, den die Grafschaft je erlebt hatte. Auch der Winter 1676 wurde als besonders hart in den Geschichtsbüchern festgehalten.
1688 begann die Invasion von Wilhelm von Oranien in Brixham, worauf seine Armee durch Devon und Wiltshire nach London zog.
Während der 1640er, der 1710er und der 1760er Jahre wurde die Region von Masernepidemien heimgesucht. Am 7. Oktober 1690 ereignete sich in der Nähe von Barnstaple ein Erdbeben, gefolgt von einem kalten Winter, in dem unzählige Menschen ums Leben kamen.

### 19. Jahrhundert bis heute
In den 1880er Jahren war es heiß und die Sommer waren trocken, so dass die Ernten sehr schlecht waren. Das hauptsächlich landwirtschaftliche Devon litt unter der Hitze, und die Menschen hungerten.
Seit Urzeiten gab es in Devon neben der Landwirtschaft eine reiche Produktion an Zinn und Kupfer. Ab dem 18. Jahrhundert entstanden Minen, die industriell ausgebeutet wurden, so beispielsweise die größte Kupfermine der Welt, die „Great Consols Mine“ in der Nähe von Tavistock.
Die Industrielle Revolution fand in Devon jedoch erst zu Beginn des 20. Jahrhunderts statt. Dies brachte, wie andernorts, große gesellschaftliche Veränderungen mit sich. Landwirtschaft und Fischfang sind immer noch die wichtigsten Industriezweige, gefördert wird jedoch insbesondere der Tourismus. Die Great Western Railway war bereits Mitte des 19. Jahrhunderts in Betrieb.
Während des Zweiten Weltkriegs fand in den Slapton Sands, einem Strand zwischen den Dörfern Torcross und Slapton, die Übung Exercise Tiger statt.
Ende 1943 hatte die britische Regierung beschlossen, einen Trainingsort für die Landung in der Normandie (D-Day) einzurichten, und bestimmte dafür Slapton Sands. Ca. 3000 Einwohner der Gegend um Slapton wurden dafür umgesiedelt.
Kommunikations- und Koordinationsprobleme führten zu einem Desaster. US-amerikanische Soldaten wurden aus Versehen von britischen Schiffen beschossen, und die deutsche Kriegsmarine attackierte die Soldaten mit Schnellbooten unter dem Kommando von Bernd Klug. 946 US-Soldaten fanden so den Tod Heute erinnern Gedenksteine an die Toten.
Seit einiger Zeit wird wieder die traditionelle Sprache Devons, das Kornische, gesprochen.
1976 wurde der Devon County Council mit dem Europapreis für seine Bemühungen um den europäischen Integrationsgedanken ausgezeichnet.

## Politik
In Devon teilen sich der Devon County Council, die lokalen District Councils und über 400 Gemeinde- und Kirchgemeinderäte die Verwaltungsaufgaben. Einige Aufgaben (Feuerwehr, Notrettung und Polizei) teilt sich der Devon County Council mit dem County Council von Cornwall.
Die Stadträte von Plymouth und Torbay unterstehen nicht dem County Council und sind für ihre Territorien alleine zuständig. Die Verwaltung des Dartmoor-Nationalparks ist auch in Entscheidungen zum Park autonom.

## Wirtschaft
Wie auch in Cornwall basiert die Wirtschaft Devons vor allem auf traditionellen Berufsfeldern: Fischfang, Landwirtschaft und Bergbau. Um diesen Nachteil auszugleichen, wurde Devon in die Wirtschaftsförderungsprogramme der Europäischen Union aufgenommen (Status 2).
Die Maul- und Klauenseuchen-Epidemie von 2001 hatte verheerende Folgen für die in dieser Gegend wichtige Viehwirtschaft.
Trotz aller Probleme ist Devon attraktiv für Firmen der Dienstleistungs- und Finanzbranche. Insbesondere die Gegend um Dartmoor verzeichnet einen Bevölkerungszuwachs.
Neben den traditionellen und neuen Wirtschaftssektoren gewinnt der Tourismus immer mehr an Bedeutung, und die Verwaltung von Devon unternimmt viel, um die Attraktivität der Landschaft und der Küstenstädte zu erhalten. Schwerpunkt des Tourismus ist die sogenannte „Englische Riviera“ mit den Orten Torquay, Paignton und Brixham.

## Geographie

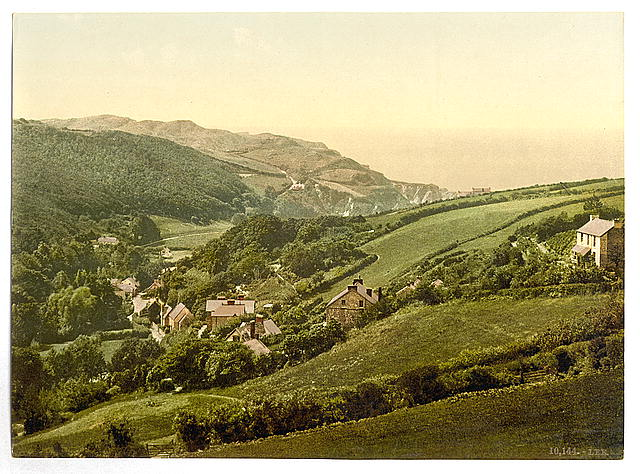
Landschaft in Devon (1890–1900)

Devon ist 6703,43 km² groß und damit eine der größten Grafschaften Großbritanniens. Über eine Million Menschen leben in Devon. Westlich grenzt es an Cornwall, östlich an Somerset und Dorset. Der höchste Punkt Devons liegt auf 621 m ASL. Devon hat über 500 km Küste, darunter einige der schönsten Strände Englands (z. B. 'Blackpool Sands’ und 'Slapton Sands’ in der Nähe der Orte 'Strete' und 'Torcross', unweit von Dartmouth).
Die Insel Lundy liegt im Nordwesten des Distrikts und bildet seine westlichste Landmasse.

### Geologie
Devon ist wegen der weit verbreiteten „Old-Red“-Sandsteine und der Kalke im Norden des Countys bekannt.
Die englischen Geologen und Paläontologen Roderick Murchison und Adam Sedgwick nannten 1839 das Erdzeitalter zwischen dem silurischen und dem Kohle führenden karbonischen System, aus dem diese erdgeschichtlich alten Ablagerungen bestehen, Devon. Diese erdgeschichtliche Periode begann vor 416 Millionen Jahren und endete vor 359 Millionen Jahren.

### Flora und Fauna
Der Dartmoor-Nationalpark liegt gänzlich in Devon, während der Exmoor-Nationalpark sich teilweise auf dem Boden von Somerset erstreckt. Devon ist die einzige Grafschaft in England, die zwei völlig voneinander getrennte Küstenlinien hat. Sowohl die Nord- als auch die Südküste gehören zur britischen Heritage Coast.
Devons Binnenland ist sehr ländlich geprägt und eine beliebte Urlaubsdestination vieler Briten. Die Gegend ist insbesondere für Ornithologen interessant, und an manchen Tagen können in einigen Gegenden über einhundert verschiedene Vogelarten an einem Tag beobachtet werden. Rotwild gibt es im Exmoor-Nationalpark.

### Städte und Dörfer in Devon

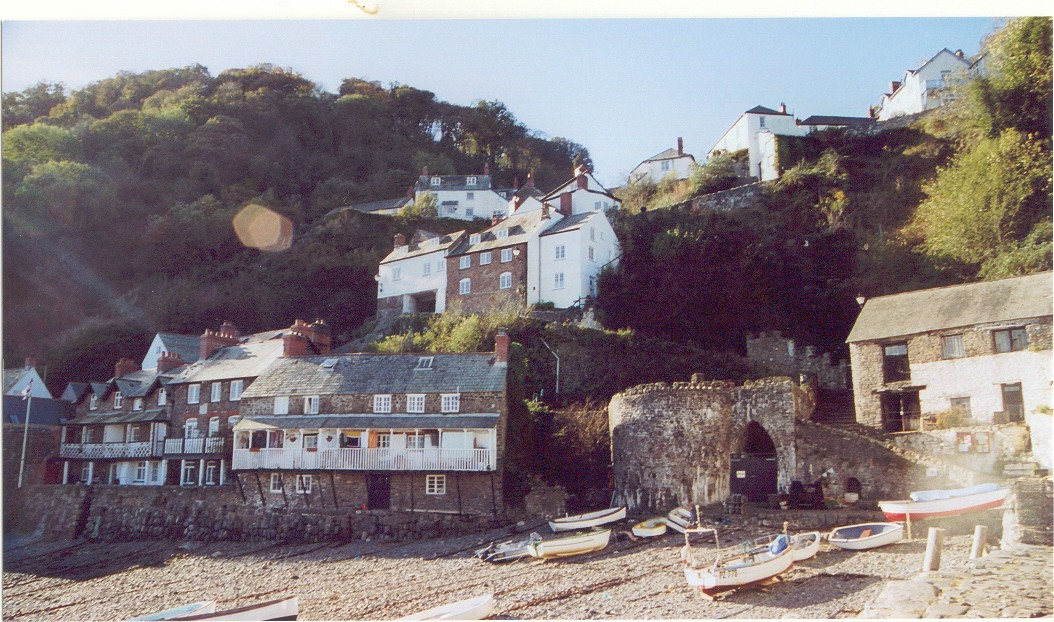
Fischerdorf Clovelly

Devon hat über eine Million Einwohner.
Die wichtigsten Städte in Devon sind
- Plymouth (256.000 Einwohner)
- Exeter (108.000)
- Torquay (62.000)
- Exmouth (32.000)
- Newton Abbot (23.000)
- Barnstaple (21.000)

Weitere Orte:
- Appledore, Ashburton, Ashprington, Axminster, Axmouth
- Bantham, Beer, Belstone, Berrynarbor, Berry Pomeroy, Bideford, Bigbury-on-Sea, Blackpool, Branscombe, Braunton, Brendon, Brixham, Bovey Tracey, Buckfastleigh, Buckland Monachorum, Buckleigh, Buck's Mills, Budleigh Salterton
- Cadover Bridge, Chagford, Challaborough, Chillington, Chittlehampton, Chudleigh Knighton, Churchstow, Clovelly, Cockington, Colyton, Combe Martin, Corndon, Cornwood, Countisbury, Crediton, Croyde Bay
- Dartington, Dartmeet, Dartmouth, Dawlish, Dittisham, Drewsteignton, Dunsford
- East Budleigh, Exmouth
- Great Torrington
- Harbertonford, Hartland, Hele Bay, Holne, Holsworthy, Honiton, Hoo Meavy, Hope Cove, Horrabridge
- Ilfracombe, Instow, Ivybridge
- Kingsbridge, Kingswear
- Littlehampton, Lower Combe, Lustleigh, Lydford, Lynmouth, Lynton
- Manaton, Mamhead, Meavy, Merrivale, Moretonhampstead, Mortehoe, Morwenstow
- Newton Ferrers, North Bovey
- Okehampton, Otterton, Ottery St. Mary
- Paignton, Peter Tavy, Postbridge, Princetown
- Ringmore
- Sampford Spiney, Salcombe, Scorriton, Seaton, Shaldon, Sheepstor, Sheepwash, Sidmouth, Slapton, South Brent, South Molton, South Tawton, South Zeal, Sticklepath, Stoke Fleming, Stoke Gabriel, Street, Strete
- Tavistock, Teignmouth, Tiverton, Topsham, Totnes, Trentishoe, Trusham
- Vicarage
- Watermouth, Welcombe, Westward Ho!, Widecombe-in-the-Moor, Willsworthy, Woodbury, Woolacombe

## Kultur und Sehenswürdigkeiten

### Sehenswürdigkeiten
Natur
- Dartmoor National Park
- Baggy Point, Landspitze nahe Woolacombe
- Burgh Island
- Canonteign Falls, Wasserfälle nahe Lustleigh
- Crock Point, Landspitze nahe Lynmouth
- Easdon Tor
- Exmoor National Park
- Grimspound
- Heddon's Mouth
- High Peak
- Hookney Tor
- Hopes Nose, Landspitze nahe Torquay
- Hunter's Tor
- Jurassic Coast, Teil des UNESCO-Welterbe
- Kents Cavern
- Lakehead Hill East
- Laughter Tor
- Lundy
- Lydford Gorge
- Morte Point, Landspitze nahe Woolacombe
- Orcombe Point, Landspitze nahe Exmouth
- South Down Cliff, Klippe nahe Paignton
- Speke's Mill Mouth Waterfall, Wasserfall nahe Stoke
- Spinster’s Rock
- St. Catherine's Tor
- Steinreihe am Cut Hill
- Steinreihe von Colwichtown
- Steinreihe von Holne Moor
- Steinreihe von Stalldon
- The Graveyard
- Watermouth Cave
- Wind Tor

Strände und Buchten
- Anvil Cove
- Badger Cove
- Barricane Beach
- Beer Beach
- Blackpool Sands
- Border Cove
- Bossington Beach
- Bovisand Beach
- Branscombe Beach
- Broadsands Beach
- Cellar Beach
- Cherry Red Cove
- Churston Cove
- Elberry Cove
- Goodrington Sands
- Grunta Beach
- Jennycliff Beach
- Man Sands
- Newberry Beach
- Mouthmill Beach
- Peppercombe Beach
- Putsborough Beach
- Rapparee Cove
- Rockham Beach
- Sandy Cove
- Saunton Sands
- Seaton Beach
- Sillery Sands Beach
- Smuggler Cove
- St. Mary’s Beach
- Teignmouth Beach
- Watcombe Beach
- Wild Pear Beach
- Woolacombe Beach
- Wyscombe Beach

Architektur
- Antony House
- Arlington Court
- Barnstaple Castle
- Berry Pomeroy Castle
- Fort Bovisand
- Brunel Manor, Herrenhaus nahe Torquay
- Buckfast Abbey
- Cannington Viaduct, Viadukt nahe Lyme Regis (Dorset)
- Castle Drogo
- Chambercombe Manor, Herrenhaus aus dem 11. Jahrhundert in Ilfracombe
- Compton Castle
- HMP Dartmoor
- Kathedrale von Plymouth
- Kirkham House
- Knightshayes Court, Herrenhaus nahe Tiverton
- Mount Batten Tower
- National Marine Aquarium
- Okehampton Castle
- Oldway Mansion
- Postbridge Clapper Bridge
- Powderham Castle
- Saltram House
- Seaton Tramway
- Smeaton's Tower
- South Devon Railway
- Staddon Fort
- Tarr Steps
- Verity
- Watermouth Castle
- Zitadelle von Plymouth

### Kulinarische Spezialitäten
- Cream tea, schwarzer Tee mit Milch wird serviert mit Scones, Clotted Cream und Marmelade (traditionell Erdbeere)
- Devon Blue, Blauschimmelkäse aus Devon
- Devonshire Ice cream
- Harbourne Blue, Blauschimmelkäse aus Totnes
- Hog's Pudding, Wurst aus Devon
- White Pudding